# 田近村
田近村（たぢかむら）は、石川県河北郡にあった村。現在の金沢市の北東端にあたる。

## 地理
- 山 ： 梨ノ木平山

## 歴史
- 1889年（明治22年）4月1日 - 町村制の施行により、滝下松根村、中尾村、上平村（うわだいらむら）、琴村、琴坂村、北千石村、南千石村、今泉村、朝日牧村、朝日村、向山村、俵原村、榎尾村、千杉村（せんのすぎむら）、地代村、鞁筒村（つづみどうむら）、四坊高坂村、四坊村、浅野深谷村及び浅谷村（あさのたにむら）の区域をもって、田近村が発足する。
- 1907年（明治40年）8月10日 - 花園村、崎田村及び田近村が合併して、改めて花園村が発足する。